# Martin Jensen (DJ)
 Martin Jensen (sinh ngày 29 tháng 9 năm 1991) là một DJ và nhà sản xuất âm nhạc người Đan Mạch. Anh được biết đến nhiều nhất với đĩa đơn "Solo Dance" được phát hành vào năm 2016. Những video âm nhạc của anh có âm thanh được lấy mẫu từ các video giải trí trên mạng và anh đã tạo thành các bản mix theo phong cách Tropical house. Anh đã có hơn 10 năm kinh nghiệm làm DJ ở các câu lập bộ đêm ở Sunny Beach. Vào tháng 10 năm 2016, anh được Tạp chí DJ xếp hạng thứ 82 trong số 100 DJ xuất sắc nhất thế giới. Năm 2018, anh được xếp hạng 56 trong số 100 DJ xuất sắc nhất thế giới. Vào tháng 10 năm 2019, Jensen được xếp hạng 45 trong số 100 DJ xuất sắc nhất thế giới của DJ Mag, cao hơn 9 vị trí so với năm trước.

## Tiểu sử
Martin sinh ra ở Silkeborg, Đan Mạch vào năm 1991. Anh đã được huấn luyện để trở thành một nhà thầu và thợ máy. Anh bán hàng ở cửa hàng kinh doanh máy móc Sorring Maskinhandel, được thành lập vào năm 1990 bởi cha của anh, ông Jørgen Jensen. Anh bắt đầu làm DJ từ khi còn trẻ, nhưng anh mới được biết đến rộng rãi vào năm 2014.

## Sự nghiệp
Đĩa đơn đầu tiên của anh ấy có tên "Sí", là bản phối lại của âm thanh Cristiano Ronaldo ăn mừng bàn thắng tại FIFA Ballon d'Or 2014. Bài hát đã giúp anh được biết đến nhiều ở các nước Latinh. Bước đột phá của anh là khi đến với đĩa đơn "Miracles" vào năm 2015, với sự góp mặt của ca sĩ người Đan Mạch Bjørnskov, đã đạt được hơn 20 triệu lượt stream trên Spotify. Năm 2016, anh phát hành đĩa đơn "All I Wanna Do" và cũng đã gặt hái được thành công, với hơn 60 triệu lượt stream trên Spotify. Đĩa đơn "Solo Dance" từ năm 2016, cũng đã trở thành một cú hit và đã lọt vào top 44 trong Top 50 bản hit toàn cầu của Spotify, với hơn 1.200.000 lượt nghe. Năm 2017, anh phát hành ca khúc "Wait" kết hợp với bộ đôi Loote đến từ New York. Năm 2018, anh phát hành đĩa đơn "Pull up" và "16 Steps" (với Olivia Holt). Ngày 20 tháng 10 năm 2018, anh cho phát hành EP đầu tiên của anh có tựa đề là World. EP bao gồm các bài hát như "Rio", "Djoba" (với DOLF), "Pharaoh", "Osaki" và "Valhalla" (với Faustix), được phát hành trong 5 ngày kể từ ngày 15 tháng 10.
Vào ngày 10 tháng 4 năm 2020, anh cho phát hành công chiếu "Me, Myself, Online", một sự kiện trực tiếp được phát sóng trên Twitch từ Sân vận động Parken , với lượng người xem cao nhất là hơn 35.000 người. Sau thành công của sự kiện, anh đã trình diễn tại các chương trình phát sóng tiếp theo từ một nhà chứa máy bay tư nhân tại sân bay Billund vào ngày 24 tháng 4  và trên boong sau của HDMS Niels Juel (F363) vào ngày 8 tháng 5.

## Danh sách đĩa nhạc

### Đĩa đơn
| "Sí"                                           | 2015 | —  | —  | —  | —  | —  | —  | —  | 55 | —  | —  | | Non-album singles               |
| "Night After Night"                            | 2015 | —  | —  | —  | —  | —  | —  | —  | —  | —  | —  | | Non-album singles               |
| "Miracles"                                     | 2015 | 26 | —  | —  | —  | —  | —  | —  | —  | —  | —  | | Non-album singles               |
| "All I Wanna Do"                               | 2016 | 11 | —  | —  | —  | —  | 49 | 10 | 24 | —  | —  | | Non-album singles               |
| "Solo Dance"                                   | 2016 | 7  | 40 | 14 | 60 | 14 | 20 | 7  | 7  | 17 | 7  | - IFPI DEN: Platinum - BPI: x2 Bạch Kim - BVMI: Bạch kim - FIMI: Bạch kim - GLF: 8× bạch kim - SNEP: Bạch kim | Non-album singles               |
| "Middle of the Night" (with The Vamps)         | 2017 | —  | —  | —  | —  | —  | —  | —  | —  | —  | 44 | - BPI: Bạc | Night &amp; Day (Night Edition) |
| "Wait" (featuring Loote)                       | 2017 | 32 | —  | —  | —  | —  | —  | —  | 45 | —  | —  | | Non-album singles               |
| "Pull Up"                                      | 2018 | —  | —  | —  | —  | —  | —  | —  | —  | —  | —  | | Non-album singles               |
| "16 Steps" (with Olivia Holt)                  | 2018 | —  | —  | —  | —  | —  | —  | —  | —  | —  | —  | | Non-album singles               |
| "Rio"                                          | 2018 | —  | —  | —  | —  | —  | —  | —  | —  | —  | —  | | Non-album singles               |
| "Djoba" (with Dolf)                            | 2018 | —  | —  | —  | —  | —  | —  | —  | —  | —  | —  | | Non-album singles               |
| "Osaki"                                        | 2018 | —  | —  | —  | —  | —  | —  | —  | —  | —  | —  | | Non-album singles               |
| "Valhalla" (with Faustix)                      | 2018 | —  | —  | —  | —  | —  | —  | —  | —  | —  | —  | | Non-album singles               |
| "Rio"                                          | 2018 | —  | —  | —  | —  | —  | —  | —  | —  | —  | —  | | Non-album singles               |
| "16 Steps" (with Olivia Holt and Yxng Bane)    | 2018 | —  | —  | —  | —  | —  | —  | —  | —  | —  | —  | | Non-album singles               |
| "Somebody I'm Not" (featuring Bjørnskov)       | 2018 | —  | —  | —  | —  | —  | —  | —  | —  | —  | —  | | Non-album singles               |
| "Nobody" (with James Arthur)                   | 2019 | —  | —  | —  | —  | —  | —  | —  | 73 | 87 | 52 | - IFPI DEN: Vàng - BPI: Bạc                                                                                   | Non-album singles               |
| "Rubber Bands" (with Timmy Trumpet)            | 2019 | —  | —  | —  | —  | —  | —  | —  | —  | —  | —  | | Non-album singles               |
| "Louder"                                       | 2019 | —  | —  | —  | —  | —  | —  | —  | —  | —  | —  | | Non-album singles               |
| "I Could Get Used to This" (with Malte Ebert)  | 2019 | 36 | —  | —  | —  | —  | —  | —  | —  | —  | —  | | Non-album singles               |
| "Carry On" (with Molow)                        | 2020 | —  | —  | —  | —  | —  | —  | —  | —  | —  | —  | | Non-album singles               |
| "I’m Just Feelin' (Du Du Du)" (with Imanbek)   | 2020 | —  | —  | —  | —  | —  | —  | —  | 99 | —  | —  | | Non-album singles               |
| "Don't Cry for Me" (with Alok và Jason Derulo) | 2020 | —  | —  | —  | —  | —  | —  | —  | 91 | 90 | —  | | Non-album singles               |
| "At Least I Had Fun" (with Rani)               | 2020 | —  | —  | —  | —  | —  | —  | —  | —  | —  | —  | | Non-album singles               |
| "—" chú thích đĩa đơn không được xếp hạng      |      |    |    |    |    |    |    |    |    |    |    | |                                 |

### Bản phối lại
- 2019: Declan J Donovan - "Vienna" (Martin Jensen Remix) [38]
- 2020: Kid Cudi - " Day 'n' Nite " (Martin Jensen Chỉnh sửa) [39]